# NEO FASCIO TURNING POINT
『NEO FASCIO TURNING POINT』（ネオ・ファッショ・ターニング・ポイント）は、日本のミュージシャンである氷室京介の2作目のライブ・ビデオ。1990年7月27日にVHSとLDで発売され、2009年3月18日には、DVD仕様で再発売された。

## 解説
- 氷室京介が1989年に行ったライブ・ツアー「"NEO FASCIO"TOUR」の翌年に、追加公演として行われたライブ・ツアー「"NEO FASCIO ENCORE" TOUR ARENA '90」からツアー最終日、1990年4月3日の東京ドームでのライブ映像が収録されている[2]。

## 収録曲
1. OVERTURE
  - 作曲・編曲：佐久間正英
2. NEO FASCIO
  - 作詞：松井五郎 / 作曲：氷室京介 / 編曲：氷室京介、佐久間正英
3. ESCAPE
  - 作詞：松井五郎 / 作曲：氷室京介 / 編曲：氷室京介、佐久間正英
4. CHARISMA
  - 作詞：松井五郎 / 作曲：氷室京介 / 編曲：氷室京介、佐久間正英
5. COOL
  - 作詞：松井五郎 / 作曲：氷室京介 / 編曲：氷室京介、佐久間正英
6. MISTY
  - 作詞：松井五郎 / 作曲：氷室京介 / 編曲：氷室京介、佐久間正英
7. DEAR ALGERNON
  - 作詞・作曲：氷室京介 / 編曲：吉田建、氷室京介
8. SEX & CLASH & ROCK'N'ROLL
  - 作詞：氷室京介、松井五郎 / 作曲：氷室京介 / 編曲：吉田建、氷室京介
9. TASTE OF MONEY
  - 作詞：氷室京介 / 作曲：氷室京介、吉田建 / 編曲：吉田建、氷室京介
10. SUMMER GAME
  - 作詞・作曲：氷室京介 / 編曲：氷室京介、佐久間正英
11. ANGEL
  - 作詞・作曲：氷室京介 / 編曲：吉田建、氷室京介
12. ALISON
  - 作詞：氷室京介、松井五郎 / 作曲：氷室京介 / 編曲：吉田建、氷室京介
13. CALLING
  - 作詞：氷室京介、松井五郎 / 作曲：氷室京介 / 編曲：氷室京介、佐久間正英
14. LOVE SONG
  - 作詞：氷室京介、松井五郎 / 作曲：氷室京介 / 編曲：氷室京介、佐久間正英

## 参加ミュージシャン
- 氷室京介 - ボーカル

- SP≒EED
  - 西平彰 - キーボード
  - 友森昭一 - ギター
  - 春山信吾 - ベース
  - 永井利光 - ドラムス

- チャーリー・セクストン - ギター